# JYP Entertainment
JYP Entertainment Corporation (JYP 엔터테인먼트) je jihokorejský mezinárodní zábavní a nahrávací podnik založený v roce 1997 J. Y. Parkem. Je jednou z největších zábavních společností v Jižní Koreji a působí jako nahrávací společnost, talentová agentura, hudební produkční společnost, společnost pro pořádání akcí, koncertní produkční společnost a hudební vydavatelství. Kromě toho společnost provozuje různé vedlejší podniky a divize po celém světě.
Mezi významné umělce, kteří pod agenturou působí, patří skupiny 2PM, Day6, Twice, Boy Story, Stray Kids, Itzy, NiziU, Xdinary Heroes a Nmixx, stejně jako sólový umělec Bernard Park.

## Historie

### 1997–1999: Vznik a první generace K-popových umělců

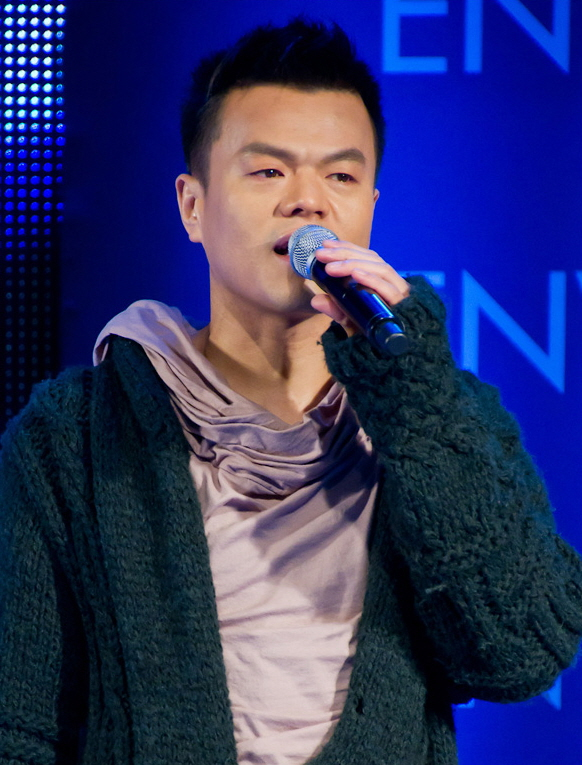
Park Jin-young, zakladatel společnosti JYP Entertainment

Společnost JYP Entertainment založil v roce 1997 jihokorejský zpěvák a skladatel Park Jin-young (pojmenovaný podle svého uměleckého jména J. Y. Park) jako Tae-Hong Planning Corporation, ze které se v roce 2001 stala JYP Entertainment. V roce 1997 společnost podepsala smlouvu se svým prvním umělcem a sólovou umělkyní Pearl.
V roce 1999 představila zábavní společnost SidusHQ Parkovi budoucí členy chlapecké skupiny Groove Over Dose (g.o.d) jako jejich producenta a mentora. Ve spolupráci s firmou SidusHQ dohlížela společnost JYP na vznik skupiny g.o.d, která debutovala 13. ledna 1999. Zatímco samotnou skupinu řídila společnost SidusHQ, jejich první album Chapter 1 vydal Park.

### 2000–2009: Raný úspěch a druhá generace K-popových umělců
V prosinci 2000 podepsala společnost JYP smlouvu se zpěvákem Rainem, který debutoval o dva roky později, v květnu 2002. Rain se poté stal komerčně úspěšným v celé Asii i mimo ni, což se ukázalo, když jeho třetí studiové album It's Raining zaznamenalo v sedmi asijských zemích včetně Koreje celkový prodej přes 1 milion kopií.
První chlapeckou skupinou společnosti byla 27. prosince 2002 čtyřčlenná vokálně orientovaná skupina Noel, která však nezískala popularitu. Společnost JYP se poté v roce 2003 zaměřila na bratrské duo One Two. V roce 2004, poté co skončila smlouva chlapecké skupiny g.o.d. se společností SidusHQ, podepsali smlouvu s JYP.
Mezi další významné umělce, kteří debutovali pod hlavičkou JYP v letech 2000 až 2005, patří Park Ji-yoon, Byul, Lim Jeong-hee, Ryanga Rhanga a Ivy.
V květnu 2006 vytvořila společnost JYP svou první dívčí skupinu Wonder Girls, která se stala komerčně úspěšnou a v roce 2009 se jako první jihokorejská skupina dostala do žebříčku Billboard Hot 100, když se jejich píseň "Nobody" umístila na 76. místě. Jejich úspěch vedl k uzavření smlouvy se společností Jonas Group, která Wonder Girls umožnila zahájit světové turné Jonas Brothers ve vybraných městech.
V roce 2007 Rain opustil JYP a založil vlastní agenturu J. Tune Entertainment, ale prohlásil, že s J. Y. Parkem nadále spolupracuje.

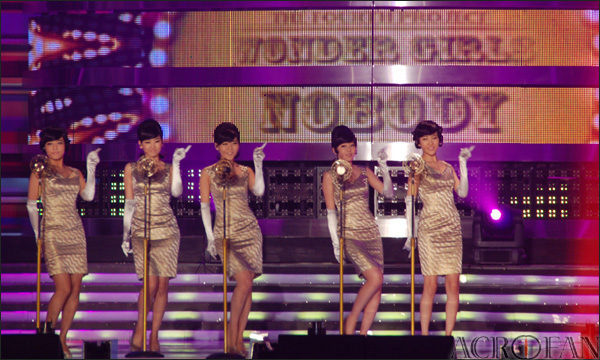
Wonder Girls v roce 2008. Staly se první korejskou skupinou, která se dostala do žebříčku Billboard Hot 100.

V roce 2008 vznikla soutěžní reality show Hot Blood Men, v níž se proti sobě postavily dva týmy mužských uchazečů, kteří bojovali o možnost debutu. Vítězná skupina One Day se později rozdělila na dvě chlapecké skupiny, 2PM a 2AM; obě debutovaly téhož roku. Skupina 2AM uzavřela smlouvu se společností Big Hit Entertainment. Později v říjnu otevřela společnost JYP svou čínskou pobočku JYP Beijing Center. V témže roce agentura Creative Artists Agency (CAA) zařadila JYP do svého seznamu vysoce postavených firem.
Po vzoru společností SM Entertainment Group SM C&C a CJ E&M (nyní CJ ENM) Studio Dragon založila společnost JYP v červnu 2009 společně s KEYEAST Entertainment televizní produkční společnost Holym. Společnost Holym později v roce 2010 oznámila svou první velkou produkci televizního dramatu Dream High.

### 2010–2017: Společné projekty a třetí generace K-popových umělců
V březnu 2010 založila společnost JYP společný podnik se společnostmi SM Entertainment, YG Entertainment, Star Empire, Media Line, CAN Entertainment a Music Factory Entertainment společnost KMP Holdings, která je oficiálním distributorem hudebních nahrávek těchto společností. Dne 28. prosince 2010 bylo oznámeno, že se JYP stala největším spoluvlastníkem společnosti J. Tune Entertainment. Později byla založena dceřiná společnost AQ Entertainment, která uvedla na trh čínsko-korejskou dívčí skupinu Miss A.

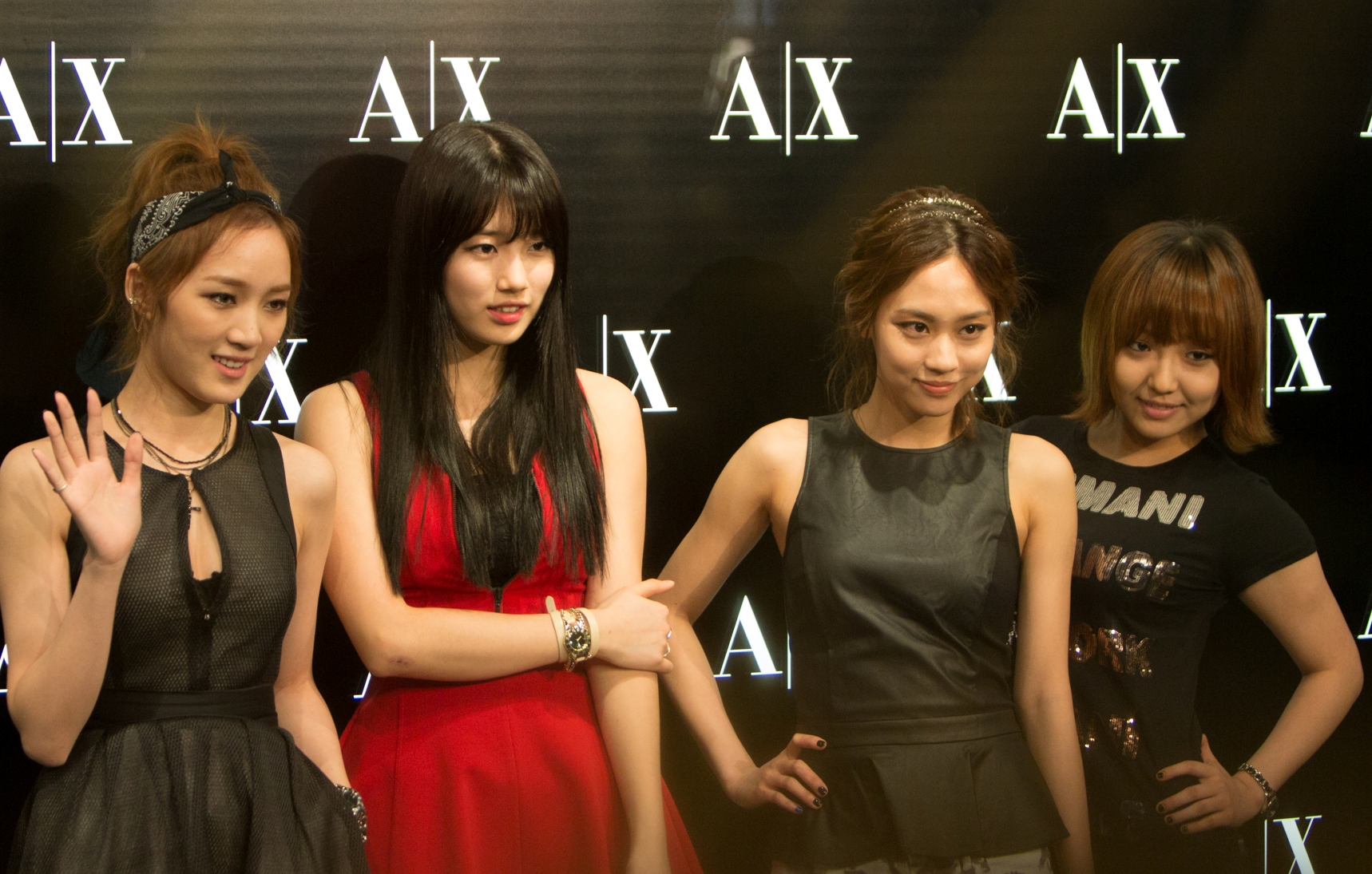
Miss A v roce 2013. Stali se první skupinou, jejíž debutová píseň se dostala na vrchol žebříčku Gaon Digital Chart.

V listopadu 2011 byla založena dceřiná společnost JYP Creative se sídlem v USA a bylo uvedeno, že Park do této pobočky investoval přibližně 1,2 milionu USD. Po roce fungování však společnost údajně do konce roku 2012 zaznamenala ztrátu ve výši přibližně 1,5 milionu USD, což donutilo generálního ředitele pobočku zrušit a uzavřít všechny aktivity v USA, včetně pobočky v New Yorku. Ve stejném roce debutovali Park Jimin, vítěz soutěžního televizního seriálu K-pop Star, a Baek Yerin, stážistka a účastnice pořadu Star King, jako duo 15&.
V roce 2012 podepsala společnost JYP Pictures smlouvu se skupinou China Eastern Performing Arts Group o koprodukci filmu Hold Your Hand, ve kterém hráli herci ze skupiny společnosti JYP.
20. června 2013 byl zveřejněn plán sloučit veřejně registrovanou společnost JYP Entertainment (pod kterou spadají umělci jako 2PM, 2AM a Wonder Girls) a neregistrovanou společnost JYP (pod kterou spadají umělci jako J. Y. Park, Sunmi, Park Ji-min, Baek Ye-rin a Lee Jung-jin) do jedné společnosti. Schůze podílníků týkající se sloučení se konala 13. září. Schůze skončila schválením spojení s platností od 17. října. Umělci z neregistrované společnosti JYP se tak stanou součástí společnosti JYP Entertainment, která vznikne po sloučení. Kromě toho se k JYP Entertainment připojily také Miss A a Baek A-yeon, které byly součástí nyní již zaniklé společnosti AQ Entertainment.
25. srpna 2013 bylo oznámeno, že se společnosti JYP a KeyEast Entertainment dohodly na ukončení společného produkčního podniku Holym.
17. listopadu 2013 JYPt ve spolupráci se společností Smile Gate propagovali hru CrossFire se skupinami 2PM a Miss A.

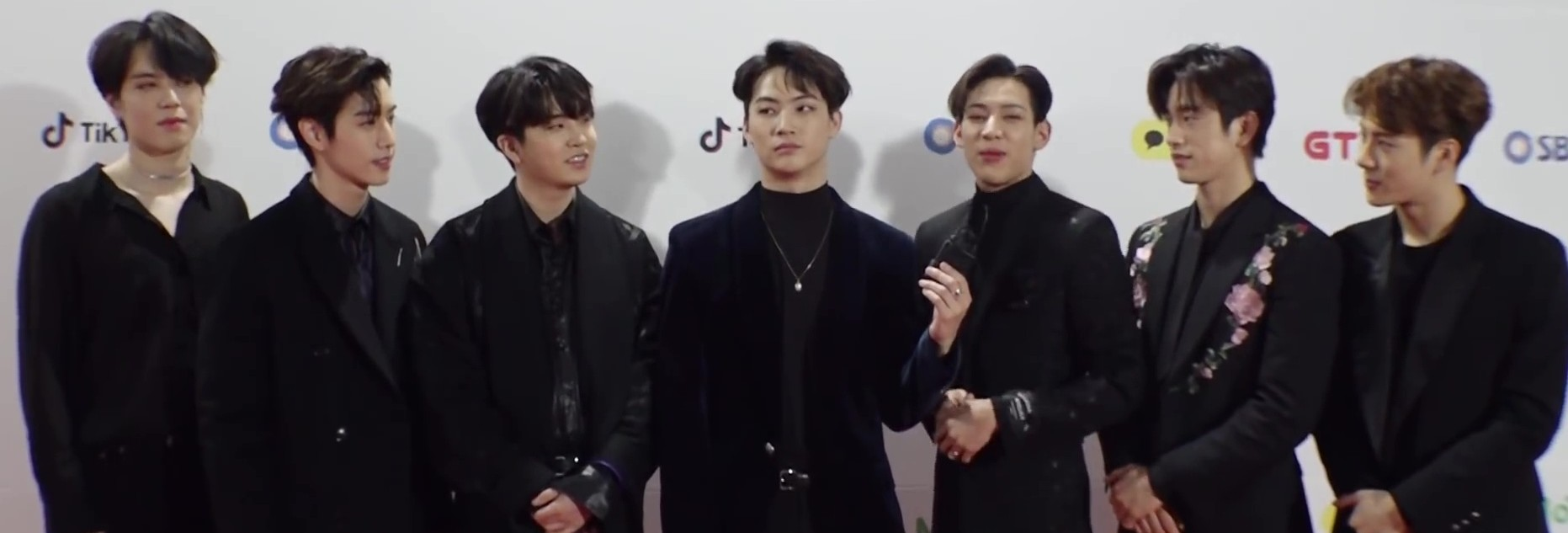
Got7 v roce 2019.

V lednu 2014 vytvořilo sedm talentových agentur působících ve společnosti KMP Holdings kolektivní partnerství a odkoupilo 13,48 % akcií společnosti KT Music, takže společnosti KT Corporation zůstalo pouze 49,99 %. Ve stejném měsíci debutovala Got7, první chlapecká skupina této společnosti od debutu 2PM a 2AM v roce 2008.
V dubnu téhož roku vypršela společná smlouva 2AM s Big Hit a JYP, načež se tři členové 2AM vrátili k JYP, zatímco člen Lee Chang-min zůstal u Big Hit, aby pokračoval ve své sólové kariéře a jako člen dua Homme. Koncem srpna produkovaly společnosti JYP Pictures a Dongyang World Culture Communication seriál Dream Knight, v němž hráli členové Got7.
Vítěz třetí série K-pop Star Bernard Park podepsal smlouvu s JYP a 6. října 2014 zahájil svou sólovou kariéru. 17. prosince 2014 bylo oznámeno, že J. Y. Park prodal ústřední budovu společnosti v Cheongdam-dong v Soulu Choi Ki-won, sestře předsedy SK Group Choi Tae-wona, za přibližně 7 milionů dolarů s tím, že JYP bude budovu ještě tři roky využívat v rámci pronájmu.

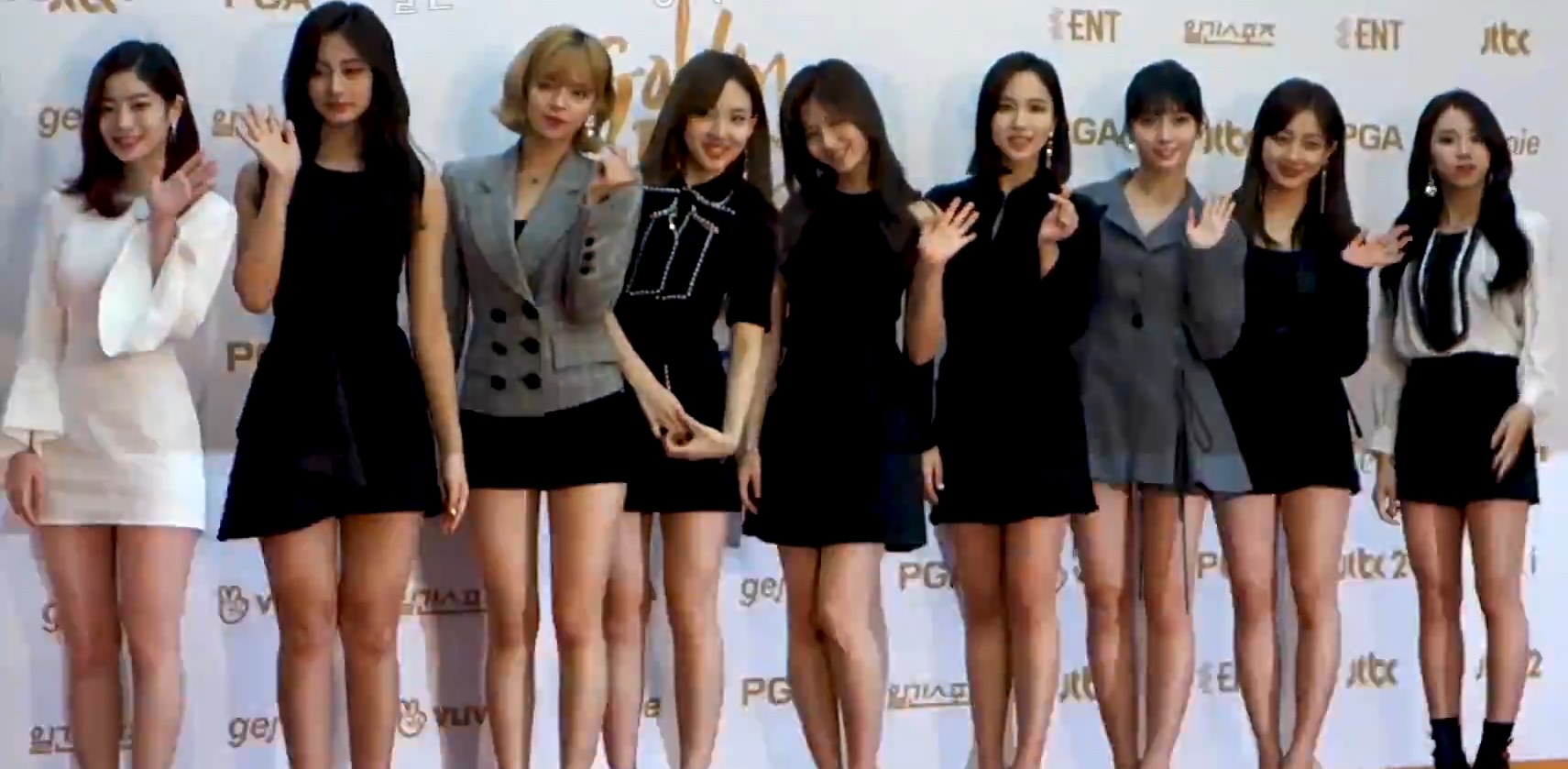
Díky úspěchu Twice se JYP Entertainment stala největší jihokorejskou zábavní společností.

Dceřiná společnost Studio J byla založena 9. ledna 2015 v souvislosti s cílem společnosti JYP "podporovat svobodné a hloubavé umělce, kteří vytvářejí autentickou hudbu, a nikoliv se snažit oslovit mainstreamovou poptávku". Prvním umělcem na seznamu Studio J byl G. Soul, který debutoval téhož dne. V březnu 2015 bylo oznámeno, že členové 2AM Seulong a Jinwoon odešli z JYP Entertainment z důvodu vypršení smlouvy, zatímco Jo Kwon smlouvu obnovil. Navzdory tomuto vývoji společnost uvedla, že 2AM zůstali nedotčeni a budou se prosazovat jako skupina v podobném složení jako chlapecká skupina g.o.d.
15. dubna podepsala společnost JYP smlouvu s hongkongskou společností Jax Coco, která vyrábí kokosové produkty. Na základě této dohody plánovaly společnosti JYP a Jax Coco uvést na trh kokosový olej, kokosové vločky a další související produkty ve velkých obchodních domech a supermarketech v Jižní Koreji.
Později v roce 2015 vznikly dvě skupiny pod společností JYP: rocková skupina Day6, která debutovala 7. září, a dívčí skupina Twice, jejíž členky byly vybrány ze soutěžní reality show Sixteen a debutovaly 20. října.
Společnost JYP vstoupila na čínský trh a 19. února 2016 uzavřela partnerství s China Music Corporation v oblasti distribuce hudby. Následovalo společné založení společnosti Beijing Xin Sheng Entertainment Co. Ltd. se společností Tencent Music Entertainment ve stejném roce, která dohlížela na debut čínské chlapecké skupiny Boy Story. Člen Got7 Jackson Wang později oznámil své sólové působení v zemi.
1. července 2017 získala společnost JYP nemovitost v hodnotě 20,2 miliardy KRW (18 milionů USD) v Seongnae-dong, okres Gangdong v Soulu, která bude sloužit jako její nová kancelář. Bylo také uzavřeno partnerství s největší evropskou videoplatformou DailyMotion, aby na její platformě otevřela svůj kanál pro umělce a zajistila si tak globálnější fanouškovskou základnu.

### 2018–2020: Další úspěch a čtvrtá generace K-popových umělců
31. ledna 2018 bylo zveřejněno, že společnost JYP uzavřela se společnostmi SM Entertainment, Big Hit Entertainment a SK Telecom obchodní smlouvu o spuštění nové hudební platformy, která bude využívat nové technologie, jako je umělá inteligence a sítě 5G. Za distribuci hudby těchto tří zábavních společností bude zodpovědná pobočka společnosti SK Telecom, společnost Iriver. V souladu s touto dohodou byla spuštěna hudební platforma FLO.

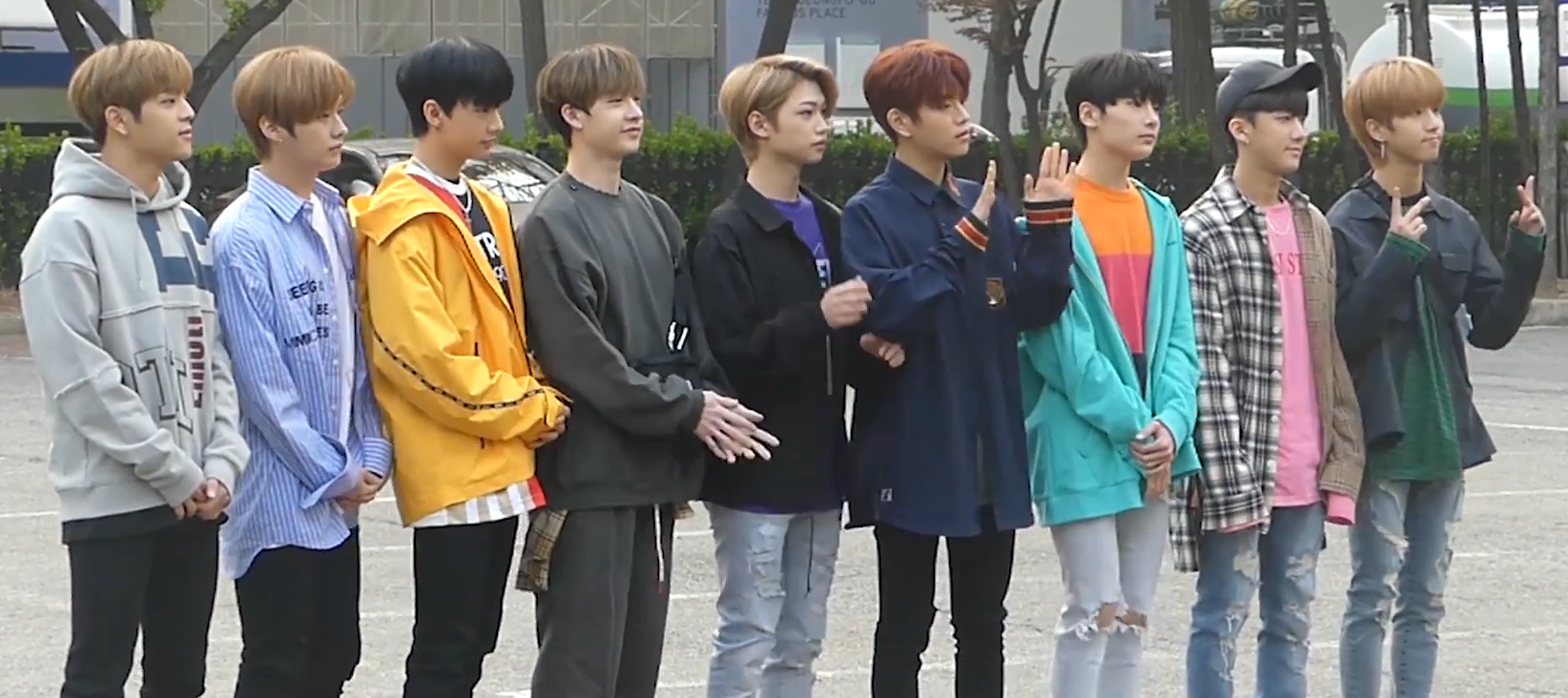
Stray Kids jsou první tanečně orientovanou skupinou, která od svého debutu u JYP vytváří svou vlastní hudbu.

V první polovině roku 2018 se JYP stala druhou největší zábavní společností v Jižní Koreji, když její celková tržní kapitalizace překonala YG Entertainment, a to zejména díky úspěchu Twice a Got7. Bylo to poprvé, co se JYP umístila na druhém místě mezi společnostmi tzv. velké trojky, přičemž první pozici si udržela společnost SM. Dne 26. března 2018 představila společnost JYP debut nové chlapecké skupiny Stray Kids, která dostala název podle stejnojmenné reality show z roku 2017.
V květnu 2018 se JYP stala jedinou korejskou zábavní společností, která se umístila v žebříčku "FT 1000: High-Growth Companies Asia-Pacific" časopisu Financial Times na 177. místě ze všech 1000 společností a na 12. místě ze všech 104 korejských společností. Dne 30. srpna 2018 bylo oznámeno, že akcie společnosti JYPE byly uzavřeny na ceně 31 300 KRW (577.76 Kč), čímž se tržní kapitalizace společnosti zvýšila na 1,09 bilionu KRW (20,1 milionu Kč) a překonala tržní kapitalizaci společnosti SM Entertainment ve výši 1,08 bilionu KRW (18 milionu Kč). Tím se JYP stala největší ze tří velkých k-popových hudebních vydavatelství.

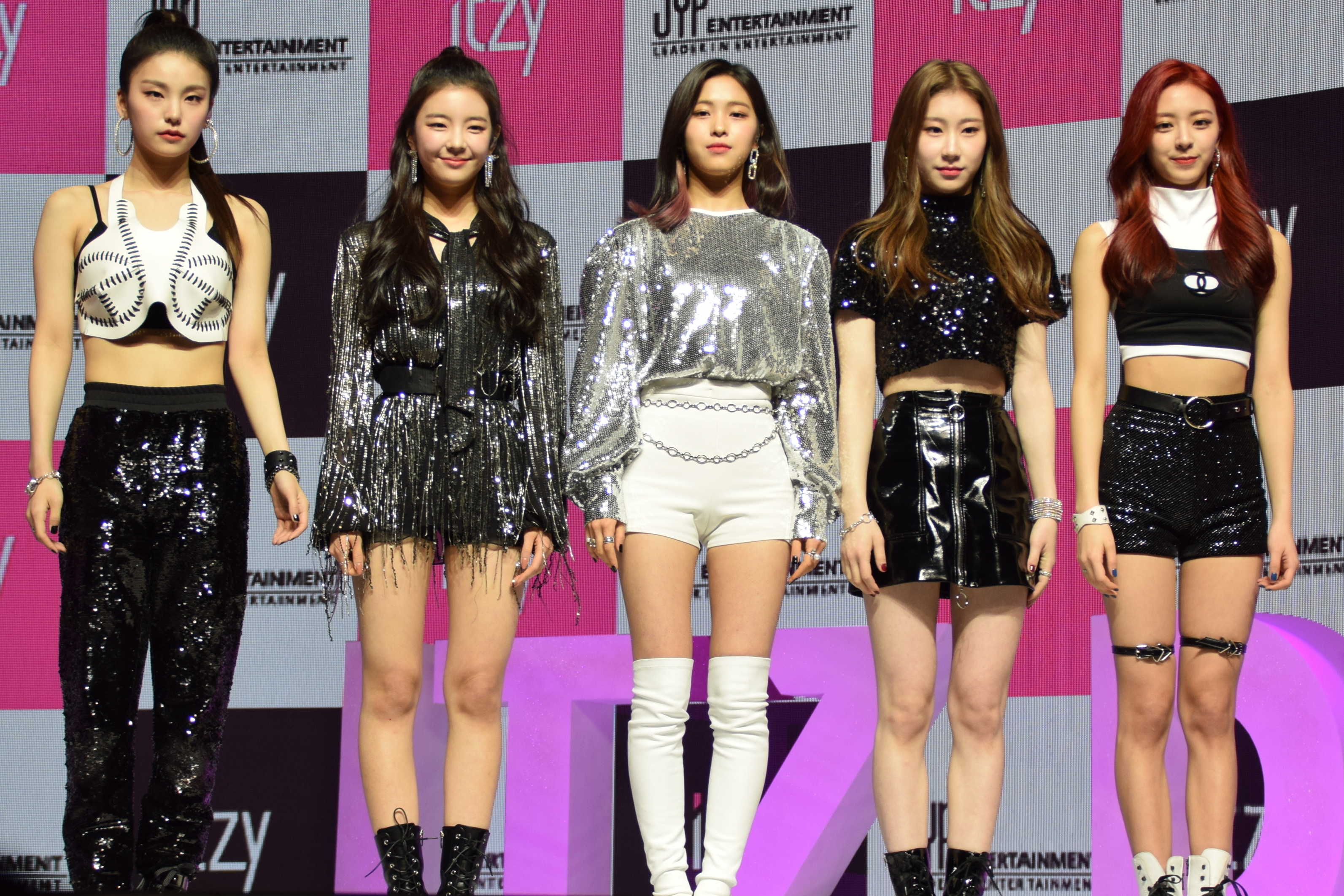
Itzy na své první veřejné přehlídce v roce 2019.

1. listopadu 2018 spustila společnost JYP ve spolupráci se společností Mnet nový program s názvem Super Intern, který přiblížil průběh stáží u společnosti JYP, ale hlavním cílem bylo udělat ze stážistů stálé pracovníky marketingového managementu pro jednotlivé oddělení umělců. Pořad se začal vysílat na televizní stanici Mnet 24. ledna 2019.
21. ledna 2019 společnost JYP oznámila, že bude debutovat nová dívčí skupina Itzy. Ve stejný den byl vytvořen oficiální účet skupiny na YouTube a oficiální kanál vydavatelství sdílel videoupoutávku, která představila pět členek. Dne 12. února skupina vydala své debutové album It'z Different s hlavním singlem "Dalla Dalla".
29. ledna 2019 oznámila společnost JYP své plány na vytvoření japonské dívčí skupiny s vidinou "JYP 2.0": Globalizace prostřednictvím lokalizace". Konkurzy do této nové dívčí skupiny se konaly v osmi japonských městech, na Havaji a v Los Angeles pro ženy ve věku od 15 do 22 let. Tento projekt byl nakonec nazván Nizi Project, dokumentární seriál o přežití s 20 soutěžícími byl vysílán každý týden na japonském Hulu od 31. ledna do 26. června 2020 a mezinárodně distribuován prostřednictvím oficiálního kanálu JYP na YouTube. V závěrečné epizodě Nizi Project byla veřejnosti odhalena konečná sestava nové dívčí skupiny, která dostala název NiziU. Bylo také oznámeno, že skupina během svého působení v Japonsku navázala spolupráci se společností Sony Music Japan, která se stará o prodej alb a správu skupiny. Skupina NiziU oficiálně debutovala v Japonsku 2. prosince 2020.
11. března 2019 uzavřela společnost JYP nové partnerství se společností The Orchard patřící společnosti Sony Music Entertainment. JYP bude prostřednictvím The Orchard distribuovat digitální i fyzická vydání na klíčových trzích v USA, Evropě a dalších zemích, aby "rozšířila působení vydavatelství po celém světě".
8. června 2019 bylo oznámeno, že stážista společnosti Fanling Culture Media (JYP China) Yao Chen se ve finále Produce Camp 2019 umístil na 5. místě s 10 764 262 hlasy a po účasti v soutěži o přežití se úspěšně dostal do závěrečné sestavy skupiny R1SE. Skupina debutovala ve stejný den. Dne 17. června podepsaly společnosti JYP a Make-A-Wish Korea memorandum o porozumění (MOU), jehož cílem je pomáhat při realizaci dětských přání v rámci projektu JYP "Every Dream Matters!" (Na každém snu záleží). (EDM) v rámci své společenské odpovědnosti. V rámci dohody bude JYP se svými umělci, zaměstnanci a fanoušky uskutečňovat různé aktivity s cílem podpořit kampaně a aktivity pro nevyléčitelně nemocné děti.
24. července 2019 společnost JYP oznámila, že uzavírá svou hereckou divizi a někteří její herci se přesunou do společnosti NPIO Entertainment, kterou založil viceprezident JYP Pyo Jong-rok. Společnost JYP následně oznámila, že její populární herci jako Jang Hee-ryung, Park Si-eun a Ryu Won nezůstanou v nové společně řízené společnosti.
Dne 6. ledna 2020 společnost Shinhan Card oznámila, že ve spolupráci s JYP vydala platební kartu "JYP Fan's EDM Check Card" (JYP Check Cards). Určité procento z částky použité při platbách v domácích a mezinárodních pobočkách JYP pomocí těchto karet je věnováno organizaci Make-A-Wish Korea v souladu s kampaní společnosti EDM. Karty jsou k dispozici ve čtyřech variantách: JYP, Got7, Day6 a Twice.
24. února bylo oznámeno, že JYP uzavřela "strategické partnerství" s vydavatelstvím Republic Records a že skupina Twice bude pod tímto vydavatelstvím registrována pro americkou propagaci.
4. srpna 2020 oznámila společnost JYP spolupráci se společností SM na založení společnosti Beyond LIVE Corporation (BLC), což je společnost pro virtuální koncerty. Společnost BLC byla založena za účelem rozvoje řady online koncertů Beyond Live s cílem dále rozvíjet tuto platformu jako mezinárodní platformu pro online koncerty. Později se J. Y. Park v rozhovoru pro časopis Forbes zveřejněném 31. srpna svěřil, že se jedná o soutěžní show dívčích skupin se zázemím v Americe, podobně jako tomu bylo v případě Sixteen a Nizi Project.
17. listopadu 2020 bylo oznámeno, že společnost JYP Entertainment investovala 5 miliard KRW (92 milionů Kč) do společnosti Naver Z, vývojáře online aplikace Zepeto.

### 2021–současnost: Nejnovější vývoj
10. ledna 2021 bylo oznámeno, že všichni členové skupiny Got7 po vypršení sedmileté smlouvy společnost opouštějí.
26. dubna 2021 bylo oznámeno, že společně s firmou P Nation vytvoří novou chlapeckou skupinu Loud, která měla premiéru 5. června na SBS. Poté 12. července JYP oznámila druhou sérii Nizi Project jako Global Boys Audition. Dne 1. listopadu JYP oznámili novou chlapeckou skupinu Xdinary Heroes, která 6. prosince vydala svůj debutový digitální singl "Happy Death Day". Následně 26. ledna 2022 JYP oznámila, že 22. února bude debutovat nová dívčí skupina s názvem Nmixx, která vydá debutové album Ad Mare.
10. února 2022 rozšířila společnost JYP své strategické partnerství s vydavatelstvím Republic Records poté, co Twice začali být úspěšní ve Spojených státech. V návaznosti na toto oznámení zaregistrovala společnost Republic skupiny Stray Kids a Itzy pro účely americké propagace.
V dubnu 2022 bylo oznámeno, že tržní kapitalizace společnosti JYPE vzrostla z 1,33 bilionu KRW (24,5 milionů Kč) v předchozím roce na 2,24 bilionu KRW (42 milionů Kč), což představuje nárůst o 1 bilion KRW (18 milionů Kč) v prvních třech měsících roku 2022. Korea Exchange oznámila, že cena akcií společnosti se 8. dubna vyšplhala na 66 200 KRW (1 218 Kč), čímž překonala svůj dosavadní rekord a poprvé od svého vstupu na burzu v srpnu 2001 se společnost JYP Entertainment dostala do oblasti 60 000 KRW (1,104 Kč).
12. července 2022 obnovili všichni členové skupiny Twice své smlouvy s JYP Entertainment.

## Sdružené podniky

### Distribuce hudby
Nahrávky JYP Entertainment od března 2019 celosvětově distribuuje společnost The Orchard.

### KMP Holdings and KT Music
V březnu 2010 byla založena společnost KMP Holdings jako společný podnik společností JYP, SM Entertainment, YG Entertainment, Star Empire, Media Line, CAN Entertainment a Music Factory Entertainment. Společnost KMP Holdings byla v listopadu 2012 odkoupena společností KT Music a v červnu 2013 společnost KT Music převzala distribuční síť společnosti KMP. V lednu 2014 vytvořilo sedm talentových agentur stojících za společností KMP Holdings kolektivní partnerství a odkoupilo 13,48 % akcií společnosti KT Music, čímž společnosti KT Corporation zůstalo 49,99 %.

### United Asia Management
V roce 2011 se JYP spojila se společnostmi SM, YG, KeyEast, AMENT a Star J Entertainment a vytvořila společnost United Asia Management, která se snaží propagovat korejskou popovou hudbu na mezinárodní úrovni.

### FLO
31. ledna 2018 oznámila společnost Iriver svůj vstup do korejského hudebního průmyslu. Společně s mateřskou společností SK Telecom a hudebními vydavatelstvími SM, JYP a Big Hit Entertainment spustila ve druhé polovině roku 2018 nový online obchod s hudbou FLO.

### Beijing Shinsung Entertainment
5. dubna 2017 založily společnosti Ocean Music a JYP společnost Beijing Xin Sheng Entertainment Co., Ltd., která se zabývá provozem vnitřních rekreačních zařízení, organizací kulturních a uměleckých akcí, plánováním filmů a televizních pořadů a dalšími aspekty spolupráce. O několik měsíců později se Park Jin-young, Jackson Wang, Fei a desetiletý čínský stážista JYP vydali do Číny, aby zde natočili pořad, jehož cílem je nábor dalších stážistů a vytvoření čínské chlapecké skupiny orientované na hip hop. Pořad se jmenoval "Guaishushu Is Coming" a jeho koncept spočíval v cestování po různých městech s velkými konkurzy a poté ve finálovém kole výběru členů, kteří budou trénováni v Koreji.

### NCC Entertainment (NCC Station)
NCC je společná produkce společností Tencent Music Corporation a JYP Beijing Cultural Exchange Ltd. se sídlem v Pekingu v Číně. V současné době se snaží více propagovat své čínské umělce navzdory zákazu korejské hudby a dále propagovat Boy Story, novou čínskou chlapeckou skupinu, v Číně.

## Společnosti

### Pobočky
- JYP Beijing Cultural Exchange Ltd (JYPE China): Čínská pobočka JYP a první oficiální externí pobočka společnosti v Číně. Byla otevřena v roce 2008 a má dvě dceřiné společnosti:
  - Fanling Culture Media Ltd
  - Beijing Shisung Ent. Ltd (společný podnik se společností Tencent)
    - (NCC) New Creative Culture
- JYP Entertainment USA Inc: Americká pobočka společnosti JYP. Byla založena v roce 2008.
- JYP Entertainment Japan Inc: Japonská pobočka společnosti JYP. Byla založena v roce 2009.
- JYP Entertainment Hong Kong Ltd: Hongkongská pobočka společnosti JYP. Byla založena v roce 2017.

### Oddělení
- JYP Publishing Corp: Přidružená společnost JYP založená v únoru 2008, pod kterou spadají hudební producenti a skladatelé.
- JYP Foods Inc: Společnost JYP Foods Incorporated byla založena v roce 2010.
  - Studio J Bar vznikl 2. června 2016 ve spolupráci JYP a Y1975, známého baru ve čtvrti Chungdam.
  - The Street je kavárna, kterou vlastní společnost JYP. Má dvě pobočky: hlavní pobočka se nachází poblíž budovy společnosti JYP Entertainment a druhá pobočka se nachází v ulici Gyeongridan v Itaewonu. Kavárna je většinou využívána pro rozhovory nebo setkání, která pořádá J.Y.Park a další umělci spadající pod JYP.
- JYP Actors: Herecká část společnosti byla založena v roce 2011 a vedl ji viceprezident JYP Pyo Jong-rok. Od 1. září 2019 společnost JYP Actors zanikla a její herci přešli do nové začínající společnosti založené Pyo Jong-rokem s názvem NPIO Entertainment.
- JYP Pictures: Herecká část společnosti byla založena v roce 2011 a vedl ji viceprezident JYP Pyo Jong-rok. Od 1. září 2019 společnost JYP Actors zanikla a její herci přešli do nové začínající společnosti založené Pyo Jong-rokem s názvem NPIO Entertainment.
  - JYP Pictures Co., Ltd Korea, založena roku 2013. K 1. září 2019 zanikla.
  - JYP Pictures Co., Ltd China, založena roku 2014.

### Dceřiné společnosti/podřízené společnosti
- J. Tune Entertainment: V prosinci 2010 bylo oznámeno, že JYP se stala největším spoluvlastníkem společnosti J. Tune Entertainment: jihokorejská nahrávací a zábavní společnost, kterou v listopadu 2007 založil bývalý umělec JYP Rain. V prosinci 2013 byla společnost J. Tune Entertainment plně spojena s JYP.
- Studio J: Vlastní společnost založená J. Y. Parkem v lednu 2015 s cílem zaměřit se na nezávislé umělce mimo mainstreamový proud K-popu. Jako první umělec pod hlavičkou Studio J byl odhalen zpěvák G. Soul. V současné době pod dceřinou společností působí rockové skupiny Day6 a Xdinary Heroes a sólový zpěvák Bernard Park.
- SQU4D: JYP Entertainment je čtvrtou (odtud číslo "4" v názvu) uměleckou agenturou JYP Entertainment. Vede ji Lee Ji-young (první žena, která stojí v čele vedení společnosti JYP Entertainment od jejího založení) a v současné době v ní působí Nmixx.

## Dobročinnost
18. března 2011 věnovala společnost JYP 300 000 USD na pomoc při katastrofě v Japonsku. Dne 24. října 2011 věnovaly společnosti JYP Entertainment a 2PM 130 000 USD na pomoc obětem záplav v Thajsku.
Během pandemie covidu-19 darovala společnost JYP 28. února 2020 organizaci Community Chest of Korea 410 000 USD.
8. března 2022 věnovala skupina JYP 300 milionů wonů organizaci Hope Bridge Disaster Relief Association na pomoc obětem rozsáhlého požáru, který vypukl v Uljinu ve státě Gyeongbuk a rozšířil se do Samcheoku ve státě Gangwon.

## Umělci
Všichni umělci spadající pod společnost JYP Entertainment jsou známí pod společným názvem JYP Nation.

### Korea
Skupiny
- 2PM
- Twice
- Stray Kids
- Itzy
- JYP Loud

Sólisti
- J. Y. Park
- Jang Woo-young
- Jun. K
- Lee Jun-ho
- Nichkhun
- Nayeon

### Nezávislí umělci
Studio J
- Skupiny
  - Day6
  - Xdinary Heroes

- Podskupiny
  - Even of Day

- Sólisti
  - Bernard Park
  - Young K
  - Dowoon
  - Wonpil

SQU4D
- Skupiny
  - Nmixx

### Čína
- New Creative Content Entertainment
  - Boy Story
- Fanling Culture Media Ltd.
  - Yao Chen

### Japonsko
- JYPE Japan Inc
  - NiziU (spravovaná ve spolupráci se Sony Music Japan)

## JYP Publishing
Producers
- J. Y. Park "The Asiansoul"
- Armadillo (Kim Keun-woo)
- Frants
- Hong Ji-sang
- Dr.JO
- Honey Pot
  - Cho Hyun-kyung
  - Park Yong-woon
- Joohyo
- Toyo
- Woo Rhee (Rainstone)

Tigersoul
- Garden
- Lee Hae-sol
- Kim Mong-e
- Versachoi
- HotSauce
  - Yang Jeong-sik
  - Lee Dal
- Kobee
- Jowul of Princess Disease
- Kim Seung-soo
- Woo Min Lee (collapsedone)
- Noday
- Paul Thompson (Marz)
- Ragoon IM
- Sim Eun-jee
- Song Ji-wook
- Raphael
- Tommy Park

Choreographers
- Jonte' Moaning
- Lia Kim
- Hyojin Lee-yong
- Park Nam-yong
- Tomoya Minase
- WooNg (Kim Hyung-woong)
- Kiel Tutin

## Herci
V červenci 2019 agentura oznámila změny ve své pobočce pro management herců a potvrdila, že ji bude řídit společně s nově vzniklou společností NPIO Entertainment. Bylo rozhodnuto, že herci Yoon Park, Shin Eun-soo, Kang Hoon, Shin Ye-eun, Kim Dong-hee a Lee Chan-sun zůstanou v agentuře po zbytek svého smluvního období. Všichni ostatní herci ukončili své smlouvy po vzájemné dohodě.

## Bývalí umělci

### Bývalí zpěváci
- Pearl (1997–2000)
- g.o.d (2003–2005)
  - Kim Tae-woo (1998–2006)
  - Son Ho-young (2003–2006)
  - Joon Park (2003–2006)
- Park Ji-yoon (2000–2003)
- Noel (2002–2007)
- Rain (2002–2007)
- Byul (2002–2006)
- Lim Jeong-hee (2005–2012)
- Wonder Girls (2007–2017)
  - Hyuna (2006–2008)
  - Sohee (2006–2013)
  - Sunye (2006–2015)
  - Sunmi (2006–2017)
  - Yeeun (2006–2017)
  - Yubin (2007–2020)
  - Hyerim (2010–2020)
- 2PM
  - Jay Park (2008–2010)
  - Ok Taec-yeon (2008–2017)
  - Hwang Chan-sung (2008–2022)
- 2AM (2008–2010, 2014–2017)
  - Lee Chang-min (2008–2010, 2014–2015)
  - Jeong Jinwoon (2008–2010, 2014–2015)
  - Lim Seul-ong (2008–2010, 2014–2015)
  - Jo Kwon (2008–2010, 2014–2017)
- Joo (2008–2015)
- San E (2010–2013)
- Miss A (2010–2017)
  - Jia (2010–2016)
  - Min (2010–2017)
  - Fei (2010–2018)
  - Suzy (2010–2019)
- 15& (2012–2019)
  - Park Jimin (2012–2019)
  - Baek Yerin (2012–2019)
- Baek A-yeon (2012–2019)
- JJ Project (2012–2021)
- Got7 (2014–2021)
  - Mark (2014–2021)
  - JB (2012–2021)
  - Jackson (2014–2021)
  - Jinyoung (2012–2021)
  - Youngjae (2014–2021)
  - BamBam (2014–2021)
  - Yugyeom (2014–2021)
- G.Soul (2015–2017)
- Day6
  - Jae (2015–2021)
  - Im Jun-hyeok (2015–2016)
- Jeon Somi (2014–2018)
- Stray Kids
  - Woojin (2017–2019)
- Jus2 (2019–2021)

### Bývalí herci a herečky
- Cho Yi-hyun (2018–2019)
- Choi Woo-shik (2012–2018)
- Jang Dong-ju
- Jang Hee-ryung
- Jung Gun-joo
- Kang Yoon-je
- Kim Ha-eun (2007–2008)
- Kim Ji-min
- Kim Jong-mun
- Kim Ye-won (2015–2018)
- Kim Yu-an
- Lee Gi-hyuk
- Lee Ji-hyun
- Lee Jung-jin (2012–2016)
- Min Hyo-rin (2014–2017)
- Nam Sung-jun
- Park Gyu-young (2015–2019)
- Park Ji-bin (2015–2017)
- Park Joo-hyung
- Park Si-eun (2017–2019)
- Ryu Won
- Song Ha-yoon (2013–2019)
- Wei Daxun (2014–2017)
- Yeon Jung-hoon (2011)

## Diskografie
Hlavní článek: Diskografie JYP Entertainment

## Koncerty
- JYP Nation 2010 "Team Play"
  - Prosinec 24, 2010: Seoul (Olympic Gymnastics Arena)
- JYP Nation 2011
  - Srpen 17–18, 2011: Saitama (Saitama Super Arena)
- JYP Nation 2012
  - Srpen 4, 2012: Seoul (Olympic Gymnastics Arena)
  - Srpen 18–19, 2012: Tokyo (Yoyogi National Gymnasium)
- JYP Nation 2014 "One Mic"
  - Srpen 9–10, 2014: Seoul (Jamsil Gymnasium)
  - Srpen 30, 2014: Hong Kong (AsiaWorld-Expo)
  - Září 5–7, 2014: Tokyo (Yoyogi National Gymnasium)
  - Prosinec 13, 2014: Bangkok (Impact Arena, Muang Thong Thani)
- JYP Nation 2016 "Mix & Match"
  - Srpen 6, 2016: Seoul (Jamsil Gymnasium)
  - Září 2–4, 2016: Tokyo (Yoyogi National Gymnasium)

## Filmografie

### Filmy
- 2015: I Wanna Hold Your Hand
- 2019: Homme Fatale

### Televize
- 2011: KBS2 Dream High
- 2012: KBS2 Dream High 2
- 2017: JTBC The Package
- 2018: JTBC The Third Charm
- 2019: JTBC Chocolate

### Internetové drama
- 2015: Dream Knight
- 2016: Touching You
- 2016: Romantic Boss
- 2017: Magic School

### Programy
- 2006: MTV Wonder Girls (vznik Wonder Girls)
- 2008: Hot Blood Men (vznik One Day, dále rozdělena na 2PM a 2AM)
- 2012: MTV Diary (reality show pro JJ Project)
- 2014: Real GOT7 (reality show pro Got7)
- 2015: Sixteen (vznik Twice)
- 2017: Stray Kids (vznik Stray Kids)
- 2019: Super Intern (vznik stálých zaměstnanců společnosti JYP Entertainment)
- 2020: Nizi Project (vznik NiziU)
- 2021: Loud (vznik nové chlapecké skupiny)